# Erlend Hanstveit
Erlend Hanstveit (Bergen, 28 januari 1981) is een Noors voetballer.

## Clubcarrière
Na een jeugdopleiding bij Osterøy IL belandde Hanstveit in 1998 bij SK Brann, ondanks interesse van grote clubs als PSV Eindhoven, Leeds United en Manchester United, waarbij hij een jaar voordien een testperiode doorliep. Bij zowel Brann als het Noors voetbalelftal U21 speelde hij op het middenveld, maar in 2001 werd hij naar de linksachterpositie verschoven.
Hanstveit ontpopte zich tot een clubspeler, met meer dan tweehonderd wedstrijden in de Tippeligaen met meer dan 270 duels in totaal. Gedurende zijn tien jaar bij Brann werd hij eenmaal kampioen en won hij eenmaal de beker. Van 2004 tot 2008 was hij vice-kapitein van zijn team.
In december 2008 werd Hanstveit getest door Celtic, maar hij slaagde er niet in om een contract te krijgen bij de Schotten. Toch weigerde hij zijn contract bij Brann te verlengen, omdat hij graag in het buitenland zou spelen. Daarom tekende hij in januari 2009 bij het KAA Gent van coach Michel Preud'homme.
In juni 2011 verliet Hanstveit KAA Gent. Hij wilde een andere uitdaging. Hierna tekende hij op 24 augustus een contract bij het Zweedse Helsingborgs IF.

## Interlandcarrière
Op 28 januari 2004, zijn 23ste verjaardag, maakte Hanstveit zijn debuut voor het eerste elftal van Noorwegen. Dat was in het vriendschappelijke duel in en tegen Singapore, dat Noorwegen met 5-2 won.
| Interlands van Erlend Hanstveit voor Noorwegen | Interlands van Erlend Hanstveit voor Noorwegen | Interlands van Erlend Hanstveit voor Noorwegen | Interlands van Erlend Hanstveit voor Noorwegen | Interlands van Erlend Hanstveit voor Noorwegen | Interlands van Erlend Hanstveit voor Noorwegen |
| №                                              | Datum                                          | Wedstrijd                                      | Uitslag                                        | Competitie                                     | Goals                                          |
| Als speler van SK Brann Bergen                 | Als speler van SK Brann Bergen                 | Als speler van SK Brann Bergen                 | Als speler van SK Brann Bergen                 | Als speler van SK Brann Bergen                 | Als speler van SK Brann Bergen                 |
| ---------------------------------------------- | ---------------------------------------------- | ---------------------------------------------- | ---------------------------------------------- | ---------------------------------------------- | ---------------------------------------------- |
| 1                                              | 28.01.2004                                     | Singapore – Noorwegen                          | 2 – 5                                          | Vriendschappelijk                              | 0                                              |
| 2                                              | 18.02.2004                                     | Noord-Ierland – Noorwegen                      | 1 – 4                                          | Vriendschappelijk                              | 0                                              |
| 3                                              | 25.01.2005                                     | Bahrein – Noorwegen                            | 0 – 1                                          | Vriendschappelijk                              | 0                                              |
| 4                                              | 28.01.2005                                     | Jordanië – Noorwegen                           | 0 – 0                                          | Vriendschappelijk                              | 0                                              |
| 5                                              | 29.01.2006                                     | Verenigde Staten – Noorwegen                   | 5 – 0                                          | Vriendschappelijk                              | 0                                              |

## Erelijst
Tippeligaen
kampioen (1): 2007
Beker van Noorwegen
winnaar (1): 2004
finalist (1):  1999
Beker van België
winnaar (1): 2010

## Spelerscarrière
| seizoen | club            | land      | competitie         | wed. | goals |
| ------- | --------------- | --------- | ------------------ | ---- | ----- |
| 1997/98 | SK Brann        | Noorwegen | Tippeligaen        | 4    | 0     |
| 1998/99 | SK Brann        | Noorwegen | Tippeligaen        | 11   | 0     |
| 1999/00 | SK Brann        | Noorwegen | Tippeligaen        | 8    | 0     |
| 2000/01 | SK Brann        | Noorwegen | Tippeligaen        | 24   | 1     |
| 2001/02 | SK Brann        | Noorwegen | Tippeligaen        | 23   | 4     |
| 2002/03 | SK Brann        | Noorwegen | Tippeligaen        | 17   | 2     |
| 2003/04 | SK Brann        | Noorwegen | Tippeligaen        | 24   | 0     |
| 2004/05 | SK Brann        | Noorwegen | Tippeligaen        | 22   | 1     |
| 2005/06 | SK Brann        | Noorwegen | Tippeligaen        | 24   | 0     |
| 2006/07 | SK Brann        | Noorwegen | Tippeligaen        | 19   | 0     |
| 2007/08 | SK Brann        | Noorwegen | Tippeligaen        | 26   | 0     |
| 2007/08 | SK Brann        | Noorwegen | Eerste Klasse      | 13   | 1     |
| 2008/09 | KAA Gent        | België    | Jupiler Pro League | 12   | 0     |
| 2009/10 | KAA Gent        | België    | Jupiler Pro League | 18   | 0     |
| 2010/11 | KAA Gent        | België    | Jupiler Pro League | 14   | 0     |
| 2011/12 | Helsingborgs IF | Zweden    | Allsvenskan        | 0    | 0     |
|         |                 |           | Totaal             | 240  | 8     |